# ورمیلیو (فیلم)
ورمیلیو (انگلیسی: Vermiglio) یک فیلم درام ایتالیایی محصول سال ۲۰۲۴ به نویسندگی و کارگردانی مائورا دلپرو است.
این فیلم برای نخستین بار در هشتاد و یکمین جشنواره بین‌المللی فیلم ونیز به نمایش درآمد، جایی که جایزه بزرگ هیئت داوران را از آن خود کرد. این فیلم نامزد جایزه گلدن گلوب بهترین فیلم خارجی‌زبان شد و به‌عنوان نماینده ایتالیا برای نامزدی بهترین فیلم بین‌المللی در نود و هفتمین دوره جوایز اسکار معرفی شده است.